# Orde van Trouw
Het Koninkrijk Cambodja kende een groot aantal ridderorden en onderscheidingen. Een daarvan was de Orde van Trouw. Na het herstel van de Cambodjaanse monarchie in 1994 werd het systeem van Ridderorden aangepast en uitgebreid. De op 15 juni 1966 ingestelde Orde van Trouw werd niet hersteld. De Orde kende drie graden.